# Большая Устюба
Большая Устюба (баш. Оло Өстүбә) — село  в Буздякском районе Республики Башкортостан Российской Федерации. Входит в состав Капей-Кубовского сельсовета.

## География

### Географическое положение
Расстояние до:
- районного центра (Буздяк): 10 км,
- центра сельсовета (Копей-Кубово): 5 км,
- ближайшей ж/д станции (Буздяк): 10 км.

## История
Село под названием Устюба было основано башкирами Канлинской волости Казанской дороги на собственных вотчинных землях.
В «Списке населенных мест по сведениям 1870 года», изданном в 1877 году, населённый пункт упомянут как деревня Устюбы 2-го стана Белебеевского уезда Уфимской губернии. Располагалась при речке Кидаше, по правую сторону почтового тракта из Белебея в Уфу, в 55 верстах от уездного города Белебея и в 45 верстах от становой квартиры в селе Верхне-Троицкий Завод. В деревне, в 167 дворах жили 951 человек (494 мужчины и 457 женщин, башкиры, татары), были мечеть, училище. Жители занимались пилкой леса.
В 2002 году к селу был присоединён посёлок разъезда Устюба.

## Население
| 2002 | 2009 | 2010 |
| ---- | ---- | ---- |
| 303  | ↗331 | ↗345 |

Национальный состав
Согласно переписи 2002 года, преобладающие национальности — татары (70 %), башкиры (28 %).

## Известные уроженцы
- Фахретдинов, Тимерьян Зиганшинович (1919—1979) — полный кавалер ордена Славы. Участник Великой Отечественной войны.
- Хамзин, Рим Анварович (род. 1952, Большая Устюба) — советский и российский партийный и государственный деятель.